# Radics Szilveszter
Radics Szilveszter (Cered, 1952. – Zabar?, 2004. május 1.) magyarországi cigány költő, író, tájképfestő.

## Pályafutása
Szakiskolát végzett, kitanulta a szobafestő-mázoló szakmát, később felnőtt fejjel tett érettségi vizsgát a salgótarjáni Stromfeld Aurél Gépipari Technikumban. Fiatalon verseket, regényeket írt, és bejárt a Kortárs szerkesztőségébe, ahol Simon István költőtől és főszerkesztőtől kért szakvéleményt irodalmi munkásságát illetően. 1979-ben Cederen találkozott Lakatos Menyhért íróval, akinek képeit is megmutatta, Lakatos további festésre biztatta, úgy látta, hogy Radicsnak ezen a területen van legnagyobb tehetsége. Radics Szilveszter a festészethez ihletet a természetből merített, kedvenc műfaja a tájképfestés lett, 1980-ban már meg is rendezték első kiállítását Szederkényben. 1981-ben a megyei amatőr művészek tárlatán szerepelt, és bekapcsolódott a helyi stúdió munkájába. A Zabaron élő alkotó 1988-ban elvesztette munkáját, a későbbiekben gyógynövény-gyűjtéssel kereste meg kenyerét, de a festést sem hagyta abba. Főleg a téli hónapokban festett, de bekapcsolódott a Cigány Ház alkotótábori munkájába is és annak csoportos kiállításain szerepelt. Tájképeinek tiszta egyszerűsége és meleg színű koloritja optimizmust sugároz. A 2009-es Cigány festészet című reprezentatív albumban megjelentették szakmai életrajzát és hat olajfestményét.

## A Cigány festészet című albumba beválogatott képei
- Szabad ég alatt (olaj, farost, 50x70 cm, 2004)
- Tanya (olaj, farost, 50x30 cm, 1997)
- Ceredi harangláb (olaj, farost, 70x50 cm, 1995)
- Lila táj (olaj, farost, 67x55 cm, 1993)
- Tájrészlet - Hegyek, fák (olaj, farost, 80x60 cm, 1995)
- Szamár az erdőben (olaj, farost, 70x50 cm, 1991)[1]